# Sauzé-entre-Bois
Sauzé-entre-Bois est une commune nouvelle française qui existe à partir du 1er janvier 2025 dans le département des Deux-Sèvres et la région Nouvelle-Aquitaine. Elle résulte de la fusion des communes de Caunay, Montalembert, Pers, Pliboux et Sauzé-Vaussais.

## Géographie

### Localisation
| Clussais-la-Pommeraie                  | Sainte-Soline Vanzay                    | Chaunay (Vienne)                                                                                   |
| Mairé-Levescault La Chapelle-Pouilloux | Sauzé-entre-Bois                        | Limalonges                                                                                         |
| Lorigné                                | Montjean (Charente) Londigny (Charente) | Saint-Martin-du-Clocher (Charente) Les Adjots (Charente) Voulême (Vienne) Val-de-Comporté (Vienne) |

## Histoire
La commune est créée le 1er janvier 2025 à la suite d'un arrêté préfectoral du 16 octobre 2024, partiellement modifié le 24 octobre 2024 par la fusion des communes de Caunay, Montalembert, Pers, Pliboux et Sauzé-Vaussais. Le chef-lieu de la commune nouvelle est fixé à la mairie de l'ancienne commune de Sauzé-Vaussais.

## Politique et administration
Jusqu'aux prochaines élections municipales françaises de 2026, le conseil municipal de la commune nouvelle est constitué de l'ensemble des membres en exercice des conseils municipaux des cinq communes fondatrices.

### Liste des maires
| Période      | Période                       | Identité      | Étiquette | Qualité |
| ------------ | ----------------------------- | ------------- | --------- | --- |
| janvier 2025 | En cours (au 10 janvier 2025) | Nicolas Ragot | SE        | Gérant de société, sommelier 4e vice-président de la CC Mellois en Poitou (2020 → ) Maire puis maire délégué de Sauzé-Vaussais (2020 → ) |

### Communes déléguées
| Nom                    | Code Insee | Intercommunalité     | Superficie (km2) | Population (dernière pop. légale) | Densité (hab./km2) |
| ---------------------- | ---------- | -------------------- | ---------------- | --------------------------------- | ------------------ |
| Sauzé-Vaussais (siège) | 79307      | CC Mellois en Poitou | 19,08            | 1 497 (2022)                      | 78                 |
| Caunay                 | 79060      | CC Mellois en Poitou | 14,42            | 176 (2022)                        | 12                 |
| Montalembert           | 79180      | CC Mellois en Poitou | 11,8             | 298 (2022)                        | 25                 |
| Pers                   | 79205      | CC Mellois en Poitou | 4,73             | 69 (2022)                         | 15                 |
| Pliboux                | 79212      | CC Mellois en Poitou | 15,29            | 219 (2022)                        | 14                 |

## Population et société

### Démographie
L'évolution du nombre d'habitants est connue à travers les recensements de la population effectués dans la commune depuis sa création.

En 2022, la commune comptait 2 259 habitants.
| 2021  | 2022  |
| ----- | ----- |
| 2 262 | 2 259 |